# Josep Maria Margall
Josep Maria Margall Tauler (Calella, Barcelona; 17 de marzo de 1955) es un exbaloncestista español de los 80. Con 1,98 metros de altura jugaba en la posición de alero y destacaba por su excelente tiro exterior.
Desarrolló casi toda su carrera en el Club Joventut de Badalona, equipo en el que jugó un total de 18 temporadas y fue capitán. Debutó en primera división en la temporada 1972-1973, coincidiendo en el primer equipo del Joventut con sus hermanos Enric y Narcís Margall, también baloncestistas profesionales. Se retiró en 1993, tras jugar 20 temporadas en la máxima categoría del baloncesto español. Es, con 188 partidos, el décimo jugador que más partidos ha disputado con la Selección de baloncesto de España, con la que participó en tres Juegos Olímpicos: Moscú'80, Los Ángeles'84 y Seúl-88.
Leyenda en Badalona y dorsal '7' retirado en el Olímpic. Uno de los mejores tiradores europeos de la historia.

## Trayectoria
- 1972-1990: Club Joventut de Badalona.
- 1990-1991: Valvi Girona
- 1991-1993: Festina Andorra

## Palmarés

### Títulos internacionales de selección
- Medalla de plata en los Juegos Olímpicos de Los Ángeles 1984, con la Selección de baloncesto de España.
- Medalla de plata en el Campeonato Europeo de Baloncesto Masculino de 1983, con la selección de baloncesto de España.
- Medalla de plata en el Eurobasket Junior de Orleans de 1974, con la selección española júnior.

### Títulos internacionales de club
- 2x Copa Korac (1981 y 1990)

### Títulos nacionales de club
- Liga española (1978)
- Copa del Rey (1976)
- 2 Copa Príncipe de Asturias de baloncesto: 1986-1987 y 1988-1989.

### Consideraciones personales
- Elegido "Mejor Sexto Hombre" de la Liga ACB en la temporada 1989-1990 por la revista "Gigantes del Basket"